# Liste de supercontinents
Cette liste présente les supercontinents passés, présents et futurs.

## Liste des supercontinents

### Dans le futur
- Pangée prochaine (dans 250 à 300 millions d'années)
- Euraustralantarctique (dans 130 millions d'années)
- Euraustralaufrasie (dans 60 millions d'années)

### Dans le présent
- Afro-Eurasie (depuis 5 millions d'années)
- Amériques (depuis 15 millions d'années)
- Eurasie (depuis 60 millions d'années)

### Dans le passé
- Gondwana (il y a 600 à 30 millions d'années)
- Baltica (il y a 300 à 30 millions d'années)
- Laurasie (il y a 300 à 60 millions d'années)
- Pangée (il y a 300 à 180 millions d'années)
- Euramérique (il y a 430 à 300 millions d'années)
- Pannotie (il y a 600 à 540 millions d'années)
- Avalonia (il y a 630 à 540 millions d'années)
- Rodinia (il y a 1,1 milliard d'années à 750 millions d'années)
- Nena (il y a 1,95 milliard d'années à 590 millions d'années)
- Nuna (il y a 1,8 à 1,5 milliard d'années)
- Kenorland (il y a 2,7 milliards d'années)
- Ur (il y a 3 milliards d'années)
- Komatii (il y a 3,4 milliards d'années)
- Vaalbara (il y a 3,6 milliards d'années)
- Yilgarn (voir lien) (il y a 3,8 milliards d'années)